# 张鹏故居
张鹏故居又名张庐，位于中国江苏省镇江市京口区正东路今镇江市第四人民医院门诊大楼东侧（原寿丘山西麓、草巷之南），现为镇江市公安局京口分局健康路派出所。该建筑由原同盟会会员张鹏建于民国十九年（1930）前后，为中西合璧的花园式别墅，由三栋并列的两层砖木结构楼房组成，呈“凹”字型，屋前原辟有栽植牡丹等名贵花木的花园，故挑出亭阁式阳台以便凭栏赏花观景，今花园部分已毁。